# Campeonato Nacional de Basquete Masculino de 1993
O Campeonato Nacional de Basquete Masculino de 1993 (4ª edição), mais conhecido à época em que foi realizado como Liga Nacional de Basquete Masculino de 1993, foi um torneio realizado a partir de 27 de fevereiro até 17 de abril de 1993 por dezesseis equipes representando seis estados.

## Participantes
Corinthians, Santa Cruz do Sul/RS

 Dharma/Yara/Franca, Franca/SP

 Economiários, Catalão/GO

 Franca, Franca/SP

 Ginástico, Belo Horizonte/MG

 Ipê, Jales/SP

 Jóquei Clube, Goiânia/GO

 Liga Angrense, Angra dos Reis/RJ

 Liga Desportiva de Ponta Grossa, Ponta Grossa/PR

 Minas, Belo Horizonte/MG

 Monte Líbano, São Paulo/SP

 Palmeiras, São Paulo/SP

 Report/Suzano, Suzano/SP

 Rio Claro, Rio Claro/SP

 Sírio, São Paulo/SP

 Sogipa, Porto Alegre/RS

## Regulamento

### Fórmula de disputa
O Campeonato Nacional de Basquete Masculino foi disputado por 16 equipes em duas fases:
- Fase classificatória: As 16 equipes foram divididas em três grupos, onde disputaram partidas em um sistema de turno e returno, em que enfrentaram todos os adversários do grupo em seu mando de quadra e fora dele. Classificaram-se as quatro melhores equipes de cada grupo.
- Playoffs: As 12 equipes classificadas jogaram num sistema eliminatório e a vencedora desses foi declarada Campeã Nacional de Basquete Masculino de 1993. É dividida em três partes: 
  - Quartas de final: Foi disputada pelas equipes que passaram da primeira fase, que foram divididas em quatro grupos de três equipes, onde se enfrentaram em jogos de ida e volta.
  - Semifinais: Foi disputada pela primeira classificada de cada grupo que passaram das quartas-de-final, totalizando quatro equipes, que foram divididas em um quadrangular. Estas equipes disputaram jogos de turno único contra todos os adversários do grupo.
  - Final: Foi disputada entre as duas melhores  equipes do quadrangular, no ginásio da equipe com o melhor índice técnico da fase semifinal. A equipe vencedora foi declarada campeã da competição.

### Critérios de desempate
1º: Confronto direto

2º: Saldo de cestas dos jogos entre as equipes

3º: Melhor cesta average (se o empate foi entre duas equipes)

4º: Sorteio

### Pontuação
Vitória: 2 pontos

Derrota: 1 ponto

Não comparecimento: 0 pontos

## Classificação
| 1 | Rio Claro/Blue Life         | 15 | 8 | 7 | 2 | 868 | 746 | 1,16369 |
| 2 | Dharma/Yara/Franca          | 15 | 8 | 7 | 1 | 811 | 745 | 1,08859 |
| 3 | Sírio/Santista              | 12 | 8 | 4 | 4 | 793 | 703 | 1,12802 |
| 4 | Sogipa/Pepsi                | 10 | 8 | 2 | 6 | 725 | 808 | 0,89728 |
| 5 | Encol/Coplaven/Economiários | 8  | 8 | 0 | 8 | 650 | 845 | 0,76923 |

PTS - pontos, J - jogos, V - vitórias, D - derrotas, PP - pontos pró, PC - pontos contra, PA - pontos average
| 1 | Monte Líbano/Ripasa              | 19 | 10 | 9 | 1  | 1020 | 787  | 1,29606 |
| 2 | Sabesp/Franca                    | 19 | 10 | 9 | 1  | 1048 | 850  | 1,23294 |
| 3 | Palmeiras/Parmalat               | 17 | 10 | 7 | 3  | 1044 | 922  | 1,13232 |
| 4 | L.D. Ponta Grossa/Casa dos Pneus | 13 | 10 | 3 | 7  | 862  | 994  | 0,86720 |
| 5 | Mila Moto/Ginástico              | 12 | 10 | 2 | 8  | 870  | 978  | 0,88957 |
| 6 | Jóquei Clube                     | 10 | 10 | 0 | 10 | 863  | 1176 | 0,73384 |

PTS - pontos, J - jogos, V - vitórias, D - derrotas, PP - pontos pró, PC - pontos contra, PA - pontos average
| 1 | Report/Suzano    | 14 | 8 | 6 | 2 | 796 | 746 | 1,06702 |
| 2 | Ipê/Banespa      | 14 | 8 | 6 | 2 | 762 | 713 | 1,06872 |
| 3 | Pitt/Corinthians | 13 | 8 | 5 | 3 | 773 | 729 | 1,06035 |
| 4 | Minas T.C./CEMIG | 12 | 8 | 4 | 4 | 806 | 810 | 0,99506 |
| 5 | Liga Angrense    | 8  | 8 | 0 | 8 | 710 | 849 | 0,83628 |

PTS - pontos, J - jogos, V - vitórias, D - derrotas, PP - pontos pró, PC - pontos contra, PA - pontos average
|  |                                           |
|  | Zona de classificação às quartas de final |

## Final

### Jogo único
| 17 de abril 18:00 |  | Sabesp/Franca | 86–62 | Ipê/Banespa |  | Ginásio do Ibirapuera, São Paulo |  |

0
| Campeonato Nacional de Basquete Masculino 1993 |
| ---------------------------------------------- |
| Sabesp/Franca Campeão (8° título Brasileiro)   |